# 마법 상수
마방진에서 마법 상수(魔法常數, 영어: magic constant) 또는 마법합(魔法合, 영어: magic sum)은 각 가로줄, 세로줄, 그리고 2개의 대각선 위에 있는 n개의 수의 합을 말한다. 그 줄에 있는 수들의 합은 마법 상수로 항상 같다.

이 마방진에서 마법 상수는 15이다.

마법 상수 M2(n) 은 n차 마방진(order n magic square, 가로와 세로의 길이가 n인 마방진)에서 다음과 같이 나타낼 수 있다.
{\displaystyle M_{2}(n)={1 \over n}\sum _{k=1}^{n^{2}}k={1 \over 2}n(n^{2}+1)}
곱마방진에서는 n개의 수의 곱이 마법 상수이다.
지수귀문도에서는 같은 꼭짓점을 가진 마법진이어도 마법 상수가 일정하지 않을 수 있다.

## 같이 보기
- 마방진